# L'Agulló (Vilada)
L'Agulló és una muntanya de 872 metres que es troba al municipi de Vilada, a la comarca catalana del Berguedà.